# Gonodonta superba
Gonodonta superba är en fjärilsart som beskrevs av Heinrich Benno Möschler 1880. Gonodonta superba ingår i släktet Gonodonta och familjen nattflyn. Inga underarter finns listade i Catalogue of Life.